# Edward Forbes
Edward Forbes (Douglas, 12 febbraio 1815 – Wardie, 18 novembre 1854) è stato un naturalista mannese.

## Biografia
Forbes nacque a Douglas, nell'Isola di Man. Da bambino, quando non occupato a leggere, scrivere poesie o disegnare caricature, si occupava della raccolta di insetti, conchiglie, minerali, fossili, piante e altri oggetti di storia naturale. Dai 5 agli 11 anni, la sua fragile salute gli impedì di frequentare la scuola, ma nel 1828 si iscrisse all'Athole House Academy di Douglas. Nel giugno 1831 lasciò l'Isola di Man per trasferirsi a Londra, dove studiò disegno. In ottobre, tuttavia, cessò in lui l'idea del disegno come professione, e ritornò a casa; il mese seguente si iscrisse come studente di medicina all'Università di Edimburgo. Trascorse le sue vacanze del 1832, in un diligente lavoro sulla storia naturale dell'Isola di Man. Suo fratello David fu un noto mineralista.

## Viaggi

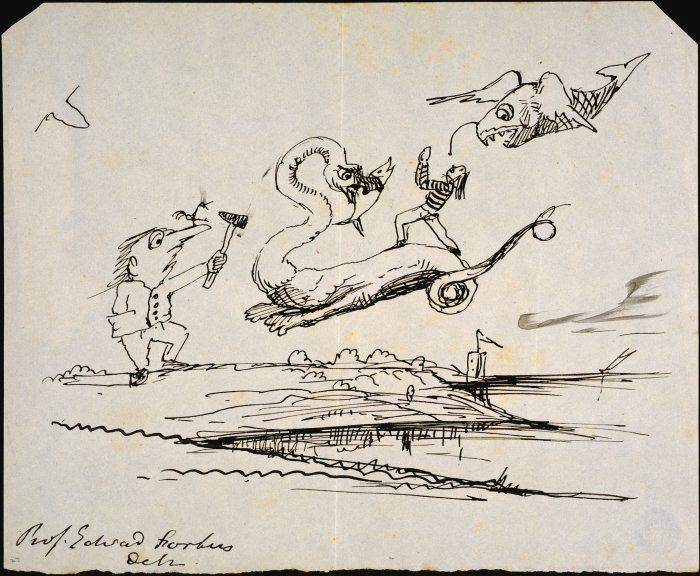
Disegno di Forbes del geologo Gideon Mantell impegnato in una battaglia contro dinosauri volanti sulla costiera inglese, ca. 1830

Nel 1833 visitò la Norvegia, i cui risultati botanici furono pubblicati nel Giornale di storia naturale del 1835–1836 di John Claudius Loudon. Nell'estate del 1834 dedicò molto tempo al dragaggio nel mare irlandese; e nell'anno successivo lavorò in Francia, Svizzera e Germania.
Nato naturalista, e non avendo piacere per il lavoro da chirurgo, Forbes nella primavera 1836 abbandona l'idea di laurea in medicina, decidendo di dedicarsi alle scienze e alla letteratura. L'inverno del 1836–1837 è a Parigi, dove impartisce delle lezioni nel Jardin des Plantes sulla storia naturale, sull'anatomia, geologia e mineralogia.
Lasciata Parigi nell'aprile 1837, va ad Algeri, dove si procura materiale per un giornale sui molluschi di terra e acqua dolce, pubblicato negli Annali di storia naturale, vol. II. pp. 250. Nell'autunno dello stesso anno si iscrive all'università di Edimburgo in qualità di studente di letteratura; e nel 1838 viene pubblicato il suo primo volume, Malacologia Monensis, una sinopsi delle specie di molluschi mannesi. Durante l'estate 1838 visita Stiria e Carniola, e fa ampie raccolte botaniche.

## Anni accademici

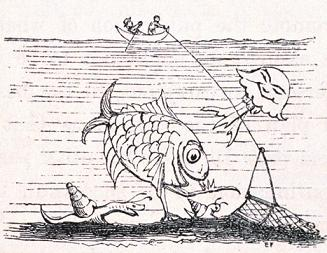
Frontespizio a Forbes di Storia naturale dei mari europei (Le iniziali di Forbes sono nella parte destra in basso di questo disegno raffigurante il dragaggio nell'abisso per la fauna marina)

### Biologia marina
Nell'autunno del 1838 legge prima della British Association a Newcastle una relazione sulla distribuzione dei polmonati terrestri in Europa, e gli viene incaricato di prepararne una simile in riferimento alle isole britanniche. Nel 1841 viene pubblicato il suo Storia delle stelle marine britanniche, includendo osservazioni approfondite e contenendo 120 illustrazioni, comprese appendici umoristiche, tutte concepite dall'autore. . Dall'aprile 1841 all'ottobre 1842 viene impiegato nello studio della botanica, zoologia e geologia della zona mediterranea.
I risultati di queste ricerche sono stati riportati nel suo Relazione sui molluschi e radiati del Mar Egeo, presentato alla British Association nel 1843, e in Viaggi in Licia, pubblicato nel 1847. Nel precedente trattato discute dell'influenza del clima, della natura e profondità del fondale marino sopra la vita marina, e divide il Mar Egeo in otto zone biologiche; le sue conclusioni con rispetto alla distribuzione batimetrica, tuttavia (vale a dire la sua ipotesi azoica, sostenendo che le profondità oltre 550 metri sono completamente prive di vita) sono state smentite da ricerche più recenti nei fondali marini.

### Cariche a Londra
Verso la fine dell'anno 1842 Forbes, le disgrazie familiari incidono sulle sue finanze, chiede e ottiene la curatela del museo della Geological Society of London. Per le funzioni di questa carica aggiunge nel 1843 quelle della cattedra di botanica al King's College London. Nel novembre 1844 smette di ricevere la curatela della Geological Society of London, e diventa paleontologo al Geological Survey of Great Britain.

### Studi geologici
Nel 1846, pubblica nelle Memorie dello studio geologico, i. 336, il suo importante reportage Sulla connessione tra la distribuzione della flora e fauna presente nelle isole britanniche, e i cambi biologici che hanno colpito la loro area, specialmente durante l'epoca dello spostamento del nord. È ivi indicato che, in conformità con la teoria della loro origine da vari specifici centri, le piante della Gran Bretagna potrebbero essere divise in cinque gruppi ben segnati: l'ovest e sud-ovest irlandese, rappresentato nel nord della Spagna, nel sud-est irlandese e sud-ovest inglese, connessi alla flora delle Isole del Canale e alla parte confinante della Francia; il sud-est inglese, contraddistinto dalle specie comparse sulla parte opposta della costa francese; un gruppo bizzarro alle vette delle montagne, in genere scandinave; e, infine, una flora germanica. Dopo un certo numero di dibattiti, la conclusione è stata che la parte più grande degli animali terrestri e delle piante da fiore delle isole britanniche migrarono in quella direzione, oltre la terra ininterrotta, in tre distinte epoche, prima, durante e dopo l'era glaciale.

## Gli ultimi anni
Nel 1853 Forbes ottenne la presidenza della Geological Society of London, e l'anno seguente il raggiungimento di un desiderio tanto amato: la nomina di docente di storie naturali all'Università di Edimburgo, posto vacante a causa della morte di Robert Jameson, suo precedente insegnante. Dal suo ritorno dall'est nel 1842, la determinazione e la sistemazione di fossili, le lezioni frequenti, e l'incessante lavoro letterario, inclusa la preparazione delle sue paleontologiche memorie, impedirono a Forbes di occuparsi di quelle ricerche di storia naturale che portò avanti con entusiasmo negli anni precedenti. Sembrava che stesse finalmente per trovare il tempo di ristabilire il suo bagaglio di informazioni biologiche. Fece lezioni a Edimburgo, nella sessione estiva del 1854, e nel settembre di quell'anno occupò il posto di presidente della sezione geologica alla riunione della British Association a Liverpool. Si ammalò subito dopo aver iniziato il suo corso invernale di lezioni a Edimburgo, e dopo pochi giorni di malattia morì a Wardie, vicino a Edimburgo, il 18 novembre 1854. È seppellito al Dean Cemetery. Nel 1859, un precedente studente di Forbes, James Hector dedicò il Monte Forbes, che si trova ad Alberta, in Canada, alla sua memoria.